# Amanieu d'Albret
Amanieu d'Albret (chamado de Cardeal d'Albret) foi um cardeal católico romano francês.

## Biografia
Amanieu d'Albret nasceu no Reino da França em ca. 1478, filho de Alan de Albret e Françoise de Blois-Bretagne, condessa de Périgord. Seu irmão mais velho, João III de Navarra se casou com Catarina de Navarra.  Seu tio Louis d'Albret também foi cardeal; e sua irmã, Charlotte de Albret, casou-se com César Bórgia. Teve três filhos ilegítimos, um filho e duas filhas. 
No início de sua carreira, se tornou protonotário apostólico.
O Papa Alexandre VI o fez cardeal-diácono no consistório de 20 de março de 1500.  O papa enviou-lhe o chapéu vermelho em 2 de outubro de 1500, e recebeu a diaconia de San Nicola in Carcere em 5 de outubro de 1500. 
Depois de o cardeal Giuliano della Rovere buscar refúgio em Savona, o cardeal d'Albret foi secretamente despachado em 21 de junho de 1502, para trazê-lo de volta, mas falhou nesta missão. 
Participou, tanto do conclave papal de setembro de 1503 que elegeu o Papa Pio II como do conclave papal de outubro de 1503 que elegeu o Papa Júlio II. Após este segundo conclave teve que sair de Roma.
Participou da conspiração de cardeais contra o Papa Júlio II. Em 1511, participa do Concílio Cismático de Pisa, mesmo depois do papa ameaçá-lo com a excomunhão. Lá, ele foi um forte apoiante do partido francês. 
Após a morte de Júlio II, participou do conclave de 1513 que elegeu o Papa Leão X.  O novo papa absolveu o cardeal d'Albret (junto com os cardeais Guillaume Briçonnet e René de Prie) e confirmou-o em seus cargos. 
Faleceu em Casteljaloux em 20 de dezembro de 1520.